# Labus lofuensis
Labus lofuensis är en stekelart som beskrevs av Giordani Soika 1973. Labus lofuensis ingår i släktet Labus och familjen Eumenidae. Inga underarter finns listade i Catalogue of Life.